# Zygmuntówek (powiat turecki)
Zygmuntówek – wieś w Polsce położona w województwie wielkopolskim, w powiecie tureckim, w gminie Malanów.
W latach 1975–1998 miejscowość administracyjnie należała do województwa konińskiego.
W miejscowości znajduje się najwyższa wydma Wysoczyzny Tureckiej - Góra Wywoźna (174,6 m n.p.m.), porośnięta jałowcami oraz karłowatą sosną. Występują tu płaty mącznicy lekarskiej, chrobotki, płucnice. U podnóży wydmy znajdują się podmokłe łąki i źródliska Żabianki.